# Indywidualizm
Indywidualizm (łac. indywiduum 'całość niepodzielna' i gr. ismos 'wiedza') – zasada filozofii politycznej i etyki, zgodnie z którą jednostka ludzka uznawana jest za najwyższe dobro. Przeciwieństwem indywidualizmu jest kolektywizm.
Odmiennym pojęciem jest indywidualizm metodologiczny, który jest stanowiskiem w epistemologii i metodologii nauk, zgodnie z którym istnieją tylko byty jednostkowe (np. jednostki ludzkie). Jego przeciwieństwem jest holizm.

## Powstanie pojęcia
Idee, które obecnie uznawane są za indywidualistyczne, są obecne w filozofii polityki i etyce już od starożytności (np. u Sokratesa czy Demokryta). Samo pojęcie indywidualizmu powstało jednak we Francji ok. 1820 r. w kręgach reakcji wobec oświecenia i rewolucji francuskiej. Miało znaczenie negatywne: łączono je z anarchią i rozczłonkowaniem społeczeństwa. Pojęcia tego używali m.in. Joseph de Maistre, Hugues-Félicité-Robert de Lamennais czy zwolennicy Henri de Saint-Simona. Pojęcie zostało następnie przejęte w innych krajach, gdzie zmianie uległy jego znaczenie i ocena. W Niemczech zaczęto je łączyć z romantyzmem, w Wielkiej Brytanii z utylitaryzmem i leseferyzmem, a w Stanach Zjednoczonych z wartościami demokratycznymi i kapitalizmem.

## Indywidualizm w filozofii politycznej
Indywidualizm jest istotnym elementem liberalizmu (np. u Johna Locke’a, Thomasa Hobbesa, Adama Smitha, Jeremy’ego Benthama czy Ayn Rand) i libertarianizmu (Friedrich von Hayek, Robert Nozick). Klasyczni liberałowie, a także zwolennicy Nowej Prawicy opowiadają się po stronie indywidualizmu egoistycznego, który największe znaczenie przywiązuje do własnych korzyści i polegania na samym sobie. W przeciwieństwie do nich, nowocześni liberałowie stworzyli rozwojową formę indywidualizmu, która przedkłada ludzki rozwój nad dążenie do zaspokajania indywidualnych interesów.
Indywidualizm był krytykowany przez myślicieli konserwatywnych, republikańskich i socjalistycznych. Edmund Burke przestrzegał, że indywidualizm jest zagrożeniem dla ustalonego ładu społecznego i monarchii. Alexis de Tocqueville, opisując społeczeństwo amerykańskie, wskazywał, że indywidualizm prowadzi do izolacji jednostek i w istocie nie ma nic wspólnego z wolnością. Lewicowa myśl miała najczęściej charakter kolektywistyczny (Karl Marx, Friedrich Engels, Charles Fourier, Pierre-Joseph Proudhon).
Współcześnie, indywidualizm krytykowany jest również przez większość nurtów feminizmu oraz komunitaryzm.
W etyce indywidualizm łączony jest z egoizmem.